# Hyalinobatrachium bergeri
Hyalinobatrachium bergeri és una espècie de granota que viu a Bolívia i el Perú.